# Ирвинг Бакстер
Ирвин Кнот Бакстер (енгл. Irving Knot Baxter; Јутика, 25. март 1876 — Јутика, 13. јун 1957) бивши је амерички атлетичар који је на Олимпијским играма 1900. учествовао у пет дисциплина и освојио пет медаља, две златне и три сребрне.
- Златне медаље:

скок увис резултатом 1,90 m
скок мотком резултатом 3,30 m
- Сребрне медаље:

скок увис без залета 1,525 m
скок удаљ без залета 3,135 m
троскок без залета 9,95 m